# Maneater (videogioco)
Maneater è un gioco di ruolo d'azione sviluppato e pubblicato da Tripwire Interactive. Il gioco è stato pubblicato per Microsoft Windows, PlayStation 4 e Xbox One il 22 maggio 2020 mentre le versioni per Xbox Series X/S e PlayStation 5 sono state rese disponibili nel novembre successivo. L'edizione per Nintendo Switch è invece stata resa disponibile il 25 maggio 2021. Nel gioco, il giocatore assume il controllo di una femmina di squalo leuca che deve evolversi e sopravvivere in un open world in modo che possa vendicarsi di un pescatore che l'aveva sfigurata da cucciola e ucciso sua madre.

## Modalità di gioco
Il gioco è un gioco di ruolo d'azione in terza persona. Il giocatore assume il controllo di un piccolo squalo leuca che deve vendicarsi del cacciatore di squali Scaly Pete, che ha ucciso sua madre e l'ha sfigurato. Lo squalo ha diversi attacchi di base, tra cui caricare i nemici, roteare fuori dall'acqua e sferzare i nemici con la coda per stordirli. Può anche sfruttare l'ambiente circostante a proprio vantaggio per i combattimenti, ad esempio usando un pesce spada come lancia. Lo squalo deve cacciare e consumare altri animali selvatici acquatici, come pesci e tartarughe, per ottenere nutrienti, in particolare proteine, grassi, minerali e mutageni rari. I giocatori possono anche attaccare gli umani scatenando il caos lungo la costa, distruggendo yacht e navi e facendo cadere la gente dalle moto d'acqua. Man mano che il giocatore acquisisce abbastanza nutrienti, lo squalo sbloccherà nuove abilità e aumenterà di dimensioni, il che gli consentirà di affrontare creature più grandi e pericolose. Lo squalo si evolverà lentamente in un megalodonte adulto, e i giocatori potranno anche sbloccare upgrade avanzate e opzioni di personalizzazione, quali placche ossee esterne e spuntoni elettromagnetici, per migliorare ulteriormente le capacità di combattimento dello squalo. 
Impersonando lo squalo, i giocatori possono esplorare liberamente un open world composto da sette regioni. I giocatori possono scoprire località nascoste e completare obiettivi secondari. Ogni regione avrà anche il proprio superpredatore, fra cui alligatori, capodogli, orche e persino altri squali, che possono anche uccidere lo squalo del giocatore. Sconfiggendo questi predatori, il giocatore sbloccherà abilità speciali. Il mondo è reattivo. Man mano che lo squalo crea più scompiglio, i cacciatori di taglie umani verranno inviati a cacciarlo. Se lo squalo riesce a uccidere i dieci cacciatori più forti, che sono personaggi con il proprio nome, riceverà ricompense aggiuntive. Il gioco è narrato dall'ospite di un reality show in-game intitolato Maneaters vs. Sharkhunters (doppiato da Chris Parnell), che guida il giocatore durante il gioco.

## Trama
Una troupe cinematografica di un reality show segue il cajun esperto cacciatore di squali Pierre "Pete lo squamato" LeBlanc (in originale Scaly Pete) e suo figlio Kyle mentre danno la caccia a uno squalo leuca adulto con un arpione sul fianco. Riescono a catturare lo squalo, una femmina, solo dopo che ha scatenato la sua furia omicida su una spiaggia. Dopo aver scoperto che è incinta, la troupe cinematografica rimane scioccata quando Scaly Pete tira fuori il cucciolo dal ventre della madre e usa un coltello per marchiarlo e identificarlo una volta cresciuto, anche se il giovane predatore riesce a divincolarsi e gli strappa una mano. 
Il cucciolo di squalo, a sua volta una femmina, cresce col passare del tempo, cibandosi di altri pesci, superpredatori e umani. Altri cacciatori di squali, alcuni dei quali rivali di Pete, gli danno la caccia, ma vengono uccisi. Di nuovo sulla barca di Pete lo squamato, crescono le tensioni tra lui e suo figlio a causa delle voci che affermano che suo padre sia stato ucciso da un megalodonte, nonostante esso si ritenga estinto da due milioni di anni. Alla fine riescono a ritrovare lo squalo protagonista, riconoscendolo grazie alla cicatrice, e tentano di ucciderlo. Provano a bruciarlo vivo dopo che esso stacca la gamba sinistra a Pete, ma le fiamme raggiungono il serbatoio del carburante innescando un’esplosione in cui Kyle rimane ucciso. Pete, ferito, piange la morte del figlio e lo squalo, sfigurato dal fuoco, si allontana.
Mentre lo squalo continua a crescere, la troupe cinematografica si preoccupa della sanità mentale di Pete che, dopo aver perso Kyle, si prepara ad usare metodi estremi per uccidere lo squalo, tanto da avvelenare un’intera zona di gioco, Baia Zaffiro. Come ultimo tentativo ripara e arma il vecchio pattugliatore della marina militare PT 522 di suo padre, dotato di armamenti militari. Pete attacca la troupe cinematografica dopo il loro tentativo di dissuaderlo e decide di uccidere lo squalo, che nel frattempo ha raggiunto una lunghezza di ben 9 metri e successivamente prende il sopravvento su Pete, che in un ultimo tentativo disperato usa degli esplosivi per uccidere lo squalo e se stesso. Solo Pete rimane ucciso e lo squalo è sopravvissuto, seppur ferito; si ritira in una caverna sottomarina per riprendersi, probabilmente preparandosi a partire alla ricerca del padre che non ha mai conosciuto.

### Truth Quest
Sopravvissuto allo scontro con Pete, lo squalo è ormai il padrone delle acque di Port Clovis: un giorno, nota alcuni militari installare delle misteriose torri e, credendole una minaccia, le distrugge. Questo attira le ire delle forze armate, che danno la caccia al pescecane, il quale le insegue fino al misterioso "Sito P" di Plover Island, dove si stanno svolgendo strani esperimenti. 
Qui, il leuca si ritrova ad affrontare nuovi e mutati predatori, sui quali riesce ad avere la meglio sfruttando le sue mutazioni, a cui se ne aggiunge una nuova che conferisce capacità atomiche. Sbaragliati i militari e i loro cacciatori, lo squalo scopre che qualcosa è scappato dal Sito P e si è diretto a Port Clovis, così lo insegue per proteggere il suo territorio e scopre che si tratta di un leviatano preistorico, resuscitato e reso atomico dalla marina. Lo squalo leuca è costretto ad affrontarlo ed ucciderlo e riaffermare la propria supremazia sulla baia.
Le avventure dello squalo sono sempre narrate da Trip Westhaven (il cui nome è rivelato in questo DLC), il quale, diventato un teorico delle cospirazioni, è stato licenziato dal reality televisivo e ne ha aperto uno suo sul web. 

## Sviluppo
Il gioco è stato sviluppato da Blindside Interactive insieme all'editore Tripwire Interactive. La produzione del gioco è guidata da Alex Quick, che ha lavorato anche al gioco multiplayer competitivo Depth, in cui i giocatori assumono il controllo di uno squalo o di un subacqueo per affrontarsi. Inizialmente concepito come un'espansione per Depth, il titolo divenne un prodotto autonomo dopo che i membri del team di sviluppo si divisero e decisero di lavorare a un single player basato sul sistema di gioco già stabilito da Depth . Il team si è ispirato a Jaws Unleashed e ad altri giochi di ruolo d'azione come Deus Ex e Dishonored durante i preparativi. Secondo John Gibson, il presidente di Tripwire, il team aveva sempre voluto realizzare un titolo open world simile a giochi come Far Cry e The Legend of Zelda: Breath of the Wild, pur desiderando che il loro approccio al genere fosse "completamente nuovo e unico". Il sistema di combattimento è ispirato a quello di Punch Out e Dark Souls, in quanto il giocatore deve pensare alle proprie tattiche e comprendere i pattern di attacco dell'avversario.
Commentando il realismo del gioco, Quick ha affermato che il gioco "si pone a metà fra il plausibile e il ridicolo". Il designer Bill Munk ha aggiunto che il team sperava che i giocatori capissero che il gioco è solo "semplice intrattenimento e non la realtà". Poiché lo squalo è un protagonista silenzioso, il team ha assunto Parnell per la narrazione del gioco, in quanto Tripwire voleva che il tono durante il gioco fosse divertente e spiritoso. Alcuni dei suoi dialoghi sono stati scritti per eventi chiave della storia, mentre altri sono innescati dalle azioni dello squalo. Gli sviluppatori affermano che, al fine di mantenere interessante il dialogo, Parnell ha registrato 90 battute diverse "riservate esclusivamente" a situazioni in cui lo squalo controllato dal giocatore mangia un essere umano.
Maneater è stato annunciato l'11 giugno 2018 dalla nuova divisione editoriale di Tripwire, che ha fornito finanziamenti, marketing e sviluppo aggiuntivo per il gioco. L'edizione fisica del gioco è pubblicata da Deep Silver. Il primo trailer del gioco è stato mostrato all'E3 2018 durante il PC Gaming Show. Maneater è stato rilasciato in tutto il mondo per Microsoft Windows tramite l'Epic Games Store, PlayStation 4 e Xbox One il 22 maggio 2020. Tripwire non ha ancora annunciato una data di uscita per la versione per Nintendo Switch.

### DLC
Il 20 agosto 2020, venne rilasciato il primo contenuto scaricabile di Maneater: l'evoluzione Squalo Tigre, che dà allo squalo un aspetto rosso-blu striato e la capacità di assorbire più nutrienti. 
Il secondo contenuto, Truth Quest, è stato reso disponibile il 31 agosto 2021: si tratta di un'espansione che prosegue la storia con nuove evoluzioni, sfide e aree esplorabili e si colloca temporalmente subito dopo la fine della trama principale.

## Accoglienza
Sul sito web Metacritic, che si occupa di aggregare recensioni, riguardo a Maneater per la versione PC le ha assegnato un voto di 70/100 basato su 42 recensioni, per la versione PlayStation 4 le ha assegnato un voto di 67/100 basato su 31 recensioni, mentre per la versione Xbox One le ha assegnato un voto di 71/100 basato su 32 recensioni.